# هاميلتون سميث
هاملطن سميث (21 أكتوبر 1884 في المملكة المتحدة - 28 أكتوبر 1955 في المملكة المتحدة) (بالإنجليزية: Hamilton Smith)‏ هو لاعب كريكت بريطاني وبريطاني (وحمل سابقاً جنسية المملكة المتحدة لبريطانيا العظمى وأيرلندا). لعب مع Blackheath F.C. ‏ ونادي مقاطعة هامبشاير للكريكت ‏ والنادي البربري ‏.

## وصلات خارجية
- هاميلتون سميث على موقع إي آس بي آن كريك إنفو (الإنجليزية)